# Aconitum shimianense
Aconitum shimianense är en ranunkelväxtart som beskrevs av Wen Tsai Wang. Aconitum shimianense ingår i släktet stormhattar, och familjen ranunkelväxter. Inga underarter finns listade i Catalogue of Life.